# (2862) Vavilov
(2862) Vavilov est un astéroïde de la ceinture principale.

## Description
(2862) Vavilov est un astéroïde de la ceinture principale. Il fut découvert le 15 mai 1977 à Naoutchnyï par Nikolaï Tchernykh. Il présente une orbite caractérisée par un demi-grand axe de 2,20 UA, une excentricité de 0,11 et une inclinaison de 3,5° par rapport à l'écliptique.

## Compléments